# Parasophroniella birmanica
Parasophroniella birmanica là một loài bọ cánh cứng trong họ Cerambycidae.